# استین سیگه
استین سیگه (دانمارکی: Steen Secher؛ زادهٔ ۹ آوریل ۱۹۵۹) قایقران قایق بادبانی اهل دانمارک بود.